# 木星冰月轨道器

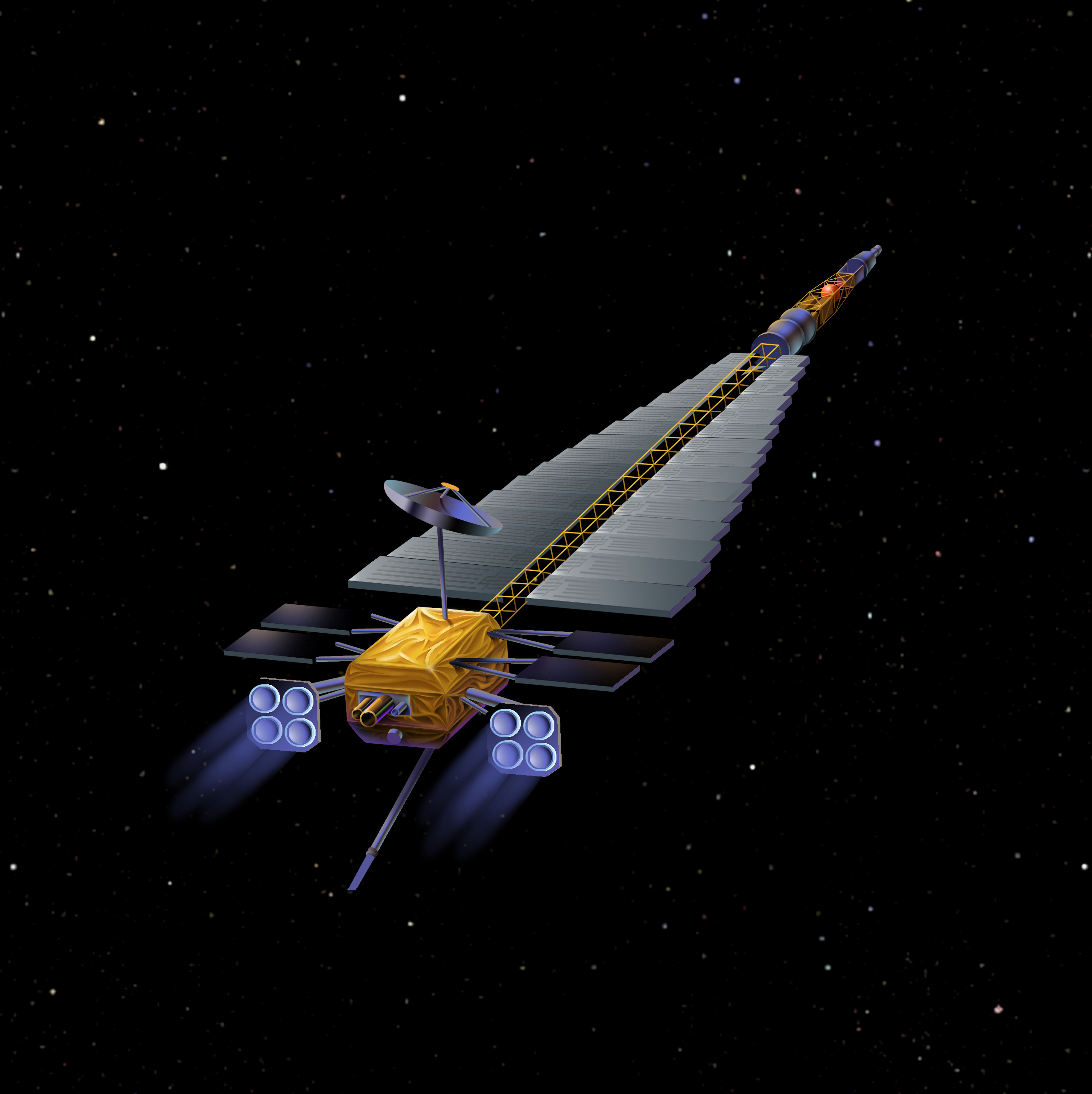
木星冰月轨道器效果图

木星冰月轨道器（Jupiter Icy Moons Orbiter）是美国国家航空航天局的一项已被取消的探測计划，主要目的是环绕木卫二、木卫三和木卫四飞行，对它们进行详细考察。為了使美國總統提出的重返月球計劃有足夠預算，美国宇航局已於2005年起停止向本計劃提供資金，計劃因此被取消。美国宇航局還有欧罗巴快船（木衛二多重飛越任務）於2024年10月發射，欧罗巴着陆器则将于2027年發射，至于欧空局還有木星冰月探測器於2023年4月發射。

## 概述
美国国家航空航天局曾筹备一项雄心勃勃的计划，主要目的是环绕木星的三颗行星大小的卫星——木卫二、木卫三和木卫四——飞行，因为在它们冰冷的表面之下，可能隐藏着巨大的海洋。这项计划被称为木星冰月轨道器，它将会环绕每颗卫星飞行，深入研究它们的组成、历史和可能存在的生命的情况。
美国国家航空航天局的伽利略号飞船发现木星的三颗巨大卫星上可能存在水、能量和必要的化学成分这三个基本生命要素的证据。来自伽利略号的这些证据表明，木卫二上融化的水在最近的地质年代曾经暴露于表面并且现在仍然可能位于距离表面相对较近的地方。对木卫三和木卫四的观察将会提供对比，以便了解所有这三颗卫星的演化情况。木星冰月轨道器还将支持美国国家航空航天局的主要目标之一：探索宇宙，寻找生命。
由于基于核裂变反应堆的电子推进技术的首次使用，计划中的木星冰月轨道器革命性的将美国国家航空航天局的空间探测能力提高到一个新的水平。这一技术不仅使环绕木星的三颗卫星成为现实，还将为接下来对太阳系其它区域的详细考察铺平道路。

## 目标

### 科学方面
- 寻找可能存在的生命
  - 确定要探测的卫星表面以下是否存在海洋
  - 确定有机化合物和其它对生命的产生和发展起着重要作用的化学物质的分布情况
  - 确定冰层的厚度，寻找将来可能的着陆地点
- 研究卫星起源和演化
  - 确定它们的内部结构、表面特征和表面组成，以解释地质学、地球化学和地球物理学的演化过程，帮助了解地球的起源和演化
- 探测周围的辐射环境

### 工程方面
- 为科学仪器提供充足电力（45千瓦）。
- 为科学仪器提供高速数据传输率（＞10兆比特／秒），包括同时的高速发送和接收。
- 为科学仪器提供足够质量有效载荷支持设备运行（约1500千克）。
- 高速的指令周期。
- 为所有三颗要探测的卫星提供低高度、高倾角的轨道。
- 为每颗要探测的卫星提供充足的探测时间，螺旋轨道出入时间持续几个月，在轨时间持续至少一个月。

## 任务
根据原來计划，发射在2015年进行，探测器将由普通化学火箭发射到地球高轨道，然后由基于核裂变反应堆的离子发动机推动前往木星，并于2020年1月进入木星轨道。
探测器花费380天时间环绕木星飞行，于2021年1月进入木卫四引力范围，并于90天后进入木卫四轨道，在近圆轨道环绕木卫四飞行60天，然后花费88天时间离开木卫四前往木卫三。
探测器花费250天时间环绕木星飞行，于2022年5月进入木卫三引力范围，并于96天后进入木卫三轨道，在近圆轨道环绕木卫三飞行120天，然后花费93天时间离开木卫三前往木卫二。
探测器花费165天时间环绕木星飞行，于2023年8月进入木卫二引力范围，并于65天后进入木卫二轨道，在近圆轨道环绕木卫二飞行30天。

## 仪器
仪器数量初步设计方案为18台。

## 相关资料参阅
- 木星
- 木卫二
- 木卫三
- 木卫四
- 太陽系探測器列表

## 相关链接
- 木星冰月轨道器